# Деметриас (Асирия)
Вижте пояснителната страница за други значения на Деметриас.
Деметриас (на гръцки: Δημητριάδα Ασσυρίας, Demetrias) е древен елинистически град в Асирия близо до Арбела (в северен Ирак).
Градът е основан вероятно от Деметрий I Сотер (Селевкидски цар на Сирия), след победата му над узурпатора сатрап Тимарх от Вавилония през 160 пр.н.е. Деметрий го убива и заради неговата победа получава допълнителната титла Сотер („Спасител“).
Градът е локализиран на брега на Тигър и е намерена бронзова монета с надпис ΔΗΜΗΤΡΙΕΩΝ ΤΩΝ ΠΡΟΣ ΤΩΙ ΤΙΓΡΕΙ, (от Деметриан при Тигрис), с фигура на Тихе и един трипод.